# Bacopa crenata
Bacopa crenata là một loài thực vật có hoa trong họ Mã đề. Loài này được (P.Beauv.) Hepper mô tả khoa học đầu tiên năm 1960.